# 武人時代 (電視劇)
《武人時代》（：／）是韓國KBS自2003年2月8日至2004年8月15日播放的電視劇。共158話。
該劇描述了高麗王朝武人時代的歷史故事，各武臣輪流執政，並沒有真正意義上的主人公。描述了從李義方、鄭仲夫、慶大升、李義旼相繼奪取政權，到崔氏政權的興亡這段貫穿武人時代80年間的歷史變遷。

## 製作人員
- 演出：신창석、金星根、尹昌範
- 編劇：유동윤

## 登場人物

### 君主
- 李城鎬 飾 高麗仁宗（特別出演）
- 金圭哲 飾 高麗毅宗
- 金炳世 飾 高麗明宗
- 李雨錫 飾 高麗神宗
- 鄭泰祐 飾 高麗熙宗
- 李仁（이인） 飾 高麗康宗 童年
- 朴炳善 飾 高麗康宗 中年
- 吳賢喆 飾 高麗高宗

### 王后、後宮
- 金允景 飾 恭睿王后 任氏
- 柳慧靜 飾 任氏（恭睿王后的妹妹）
- 金甫美 飾 宣平王后 金氏
- 金成鈴 飾 無比（朝鲜语：무비 (의종)）
- 李自英 飾 鳴春（明宗的後宮）
- 高恩美 飾 純珠（明宗的後宮）
- 蔡敏瑞 飾 成平王后 任氏
- 趙陽子（조양자） 飾 元德王后 柳氏
- 朴恩斌 飾 思平王后 李氏
- 韓藝仁 飾 安惠太后 柳氏

### 王子王女
- 金庆应（김경응） 飾 大寧侯 王暻 （毅宗的兄弟）
- 吴秀敏 飾 延禧宮主（明宗的妹妹）
- 崔荷娜 飾 壽安宮主（明宗的妹妹）

### 大臣
- 金興基 飾 鄭仲夫
- 徐仁錫 飾 李義方
- 朴浚圭 飾 李高
- 金明国（김명국） 飾 蔡元
- 林赫 飾 杜景升
- 宋龙台 飾 李紹膺
- 朴埇佑 飾 慶大升
- 李德華 飾 李義旼
- 金周榮 飾 曹元正
- 金甲洙 飾 崔忠獻
- 金炯逸 飾 崔忠粹
- 洪一权（홍일권） 飾 金躍珍
- 郑兴采 飾 夫婁（부루）
- 安成民（안신우） 飾 金就礪
- 宣东赫（선동혁） 飾 盧錫升
- 李珉宇 飾 鄭筠
- 金时远（김시원） 飾 金子格
- 金鴻表（김홍표） 飾 李至純
- 郑义甲（정의갑） 飾 李至榮
- 河正宇 飾 李至光
- 李炳昱（이병욱） 飾 朴晉材
- 郑在坤（정재곤） 飾 崔怡（崔瑀）
- 崔星俊 飾 崔沆
- 崔雲教 飾 吳叔庇
- 張東稷 飾 崔阜
- 金永基 飾 慈善師父
- 金鍾潔 飾 文克謙
- 朴英智（박영지） 飾 金敦中
- 申东勋（신동훈） 飾 文章弼
- 朴炳浩（박병호） 飾 趙永仁
- 崔尚勋（최상훈） 飾 趙沖
- 金仁泰（김인태） 飾 尹鱗瞻
- 金俊模（김준모） 飾 庾應圭
- 金声远（김성원） 飾 韓文俊
- 李日雄 飾 李仁老
- 車光洙 飾 李圭報
- 金东贤（김동현） 飾 李俊儀
- 朴容植 飾 奇卓诚
- 金孝源（김효원） 飾 陳俊
- 黄凡植（황범식） 飾 李光挺
- 金誠謙 飾 慶珍
- 李日载（이일재） 飾 許升
- 金河均（김하균） 飾 金光立
- 李桂仁 飾 孫碩
- 朴哲浩（박철호） 飾 朴存威
- 闵昱（민욱） 飾 崔世輔
- 俞钟根（유종근） 飾 李英搢
- 任镇一（임진일） 飾 全存傑
- 金炳基 飾 盧仁祐
- 李大路（이대로） 飾 鄭叔瞻
- 李宗朴（이종박） 飾 朴挺夫
- 郑镇珏（정진각） 飾 韓賴
- 南英辰（남영진） 飾 王濬明
- 沈宇昌（심우창） 飾 梁淑
- 全贤（전현） 飾 李麟
- 金圭（김규） 飾 鄭世裕
- 金镇泰（김진태） 飾 宋有仁
- 宋扈燮（송호섭） 飾 崔裨
- 崔洛熙（최락희） 飾 朴純弼
- 金基卜（김기복） 飾 白任至
- 李季永（이계영） 飾 鄭存實
- 孫鎬鈞 飾 白存儒
- 朴庆得（박경득） 飾 韓恂
- 尹姿京（윤자경） 飾 都房的女武將
- 柳成铁（유순철） 飾 林宗植
- 鄭雲鏞 飾 廉信若
- 金景夏（김경하） 飾 奇洪壽
- 张七君（장칠군） 飾 琴儀
- 梁亨浩（양형호） 飾 于承慶
- 朴升圭（박승규） 飾 李善
- 李在渊（이재연） 飾 孫清
- 崔荷娜（최하나） 飾 達來
- 康祐碩 飾 金沙彌
- 宋忠元（송종원） 飾 張純錫
- 方馨珠（방형주） 飾 孛佐
- 张顺国（장순국） 飾 石隣
- 吳滿錫 飾 楊彪

### 武臣的夫人
- 李美知（이미지） 飾 李義方妻
- 鄭善敬 飾 崔氏
- 秋相微 飾 紅蓮華
- 柳賢慶 飾 紫雲仙
- 李德姬 飾 宋氏
- 林景玉 飾 芙蓉（李義旼的第二任妻子）

### 叛軍將領
- 金甫當之亂
  - 权赫浩（권혁호） 飾 金甫當
  - 宋忠元（송종원） 飾 張純錫
- 趙位寵之亂
  - 崔東俊 飾 趙位寵
  - 黄德在（황덕재） 飾 玄德秀
  - 白承祐（백승우） 飾 趙卿
- 亡伊、亡所伊之亂
  - 朴真星（박진성） 飾 亡伊
  - 咸锡勋（함석훈） 飾 亡所伊
- 金沙彌、孝心之亂
  - 康祐碩 飾 金沙彌
  - 全茂松 飾 豆豆乙（두두을）
- 萬積之亂
  - 尹承元（윤승원） 飾 萬積
  - 明路晋（명로진） 飾 順貞
  - 陈度弘（정두홍） 飾 미조이

### 內官、尚宮
- 刘秉俊（유병준） 飾 王光就（宦官）
- 李慶英（이경영） 飾 曹宦官
- 鄭永淑 飾 崔尚宮
- 許真 飾 趙尚宮
- 安海淑 飾 尚宮

## 外部連結
- 韓國KBS武人時代官方網站 （页面存档备份，存于）

| KBS 1TV 大河劇                              | KBS 1TV 大河劇                                | KBS 1TV 大河劇 |
| ------------------------------------------- | --------------------------------------------- | -------------- |
|                                             | 武人時代 （2003年2月8日 - 2004年8月15日）     |                |
| 帝國的早晨 （2002年3月2日 - 2003年1月26日） | 不滅的李舜臣 （2004年9月4日 - 2005年8月28日） |                |